# Kamienica Hoserów w Warszawie
Kamienica Hoserów – secesyjna kamienica znajdująca się przy Al. Jerozolimskich 51 w Warszawie.

## Opis
Budynek został zbudowany w latach 1904–1905 na gruntach Zakładu Ogrodniczego Braci Hoser. Nie jest do końca pewne, kto był projektantem domu, najczęściej podawany jest Paweł Hoser, syn Piotra Hosera Starszego. Wątpliwości wzbudza fakt, iż inne budynki zaprojektowane przez niego były w zupełnie innym stylu. Poza nim jako możliwi projektanci budynku wymieniani są również Apoloniusz Nieniewski oraz Władysław Kozłowski. Przed 1939 budynek miał adres Al. Jerozolimskie 45.
Kamienica posiada liczne zdobienia, zarówno zewnętrzne, jak i wewnętrzne, nawiązujące do tematyki florystycznej - m.in. kartusz z owocami i konewką, poręcze zdobione metalowymi kwiatami, witraż ze słonecznikami. Wynika to z faktu, iż bracia Hoser uważani byli za jednych z najlepszych ogrodników w Warszawie (Piotr Hoser pełnił m.in. funkcję głównego ogrodnika Ogrodu Saskiego). Frontowa elewacja utrzymana jest w neobarokowym stylu - w całości pokryta jest rustykalnym boniowaniem, a balkony podtrzymują korynckie kolumny. Kamienica zwieńczona jest kopułą.
W kamienicy mieściły się biura firmy Hoserów, a także m.in. kantor i skład nasion. 
Od 1946 w budynku działa fotoplastykon (od 2008 oddział Muzeum Powstania Warszawskiego). Swoją siedzibę mają tam również Warszawski Oddział Przewodników PTTK oraz Muzeum im. Bolesława Biegasa.